# Kriscentrum för män
Kriscentrum för män är en organisation, bildad 1997,  som vänder sig till män som har problem med sitt liv. Det kan gälla frågor som:
- Har svårigheter i samband med skilsmässa och separation
- Har problem med aggressivitet
- Har använt våld mot partner/barn eller annan person
- Har svårigheter i ditt föräldraskap
- Befinner dig i någon form av livskris [1]

Det som Kriscentrum för män kan erbjuda är samtal (både enskilt och/eller i grupp), rådgivning och krisbearbetning. Arbetet är både förebyggande och när en kris väl har hänt. Organisationen finns på många orter i Sverige, det första började i Göteborg 1986. 